# Microscypha monticola
Microscypha monticola är en svampart som tillhör divisionen sporsäcksvampar, och som beskrevs av Svr?ek. Microscypha monticola ingår i släktet Microscypha, och familjen Hyaloscyphaceae. Arten är reproducerande i Sverige.